# Robert Levy
Robert Levy (ur. 5 kwietnia 1972) – nowozelandzki judoka.
Uczestnik mistrzostw świata w 1995, 1999 i 2001. Startował w Pucharze Świata w latach 1998-2000. Trzeci na mistrzostwach Wspólnoty Narodów w 2000. Brązowy medalista mistrzostw Oceanii w 1996 i 1998. Mistrz kraju w 2000 i 2001 roku.